# Roza (oblast de Tcheliabinsk)
Pour l’article ayant un titre homophone, voir Rosa.
Roza (en russe : Роза) est une commune urbaine de l'oblast de Tcheliabinsk, en Russie. Sa population s'élevait à 8 780 habitants en 2021.

## Géographie
Roza est située à 5 km au nord-est de Korkino, à 27 km au sud de Tcheliabinsk et à 1 505 km à l'est de Moscou.

## Histoire

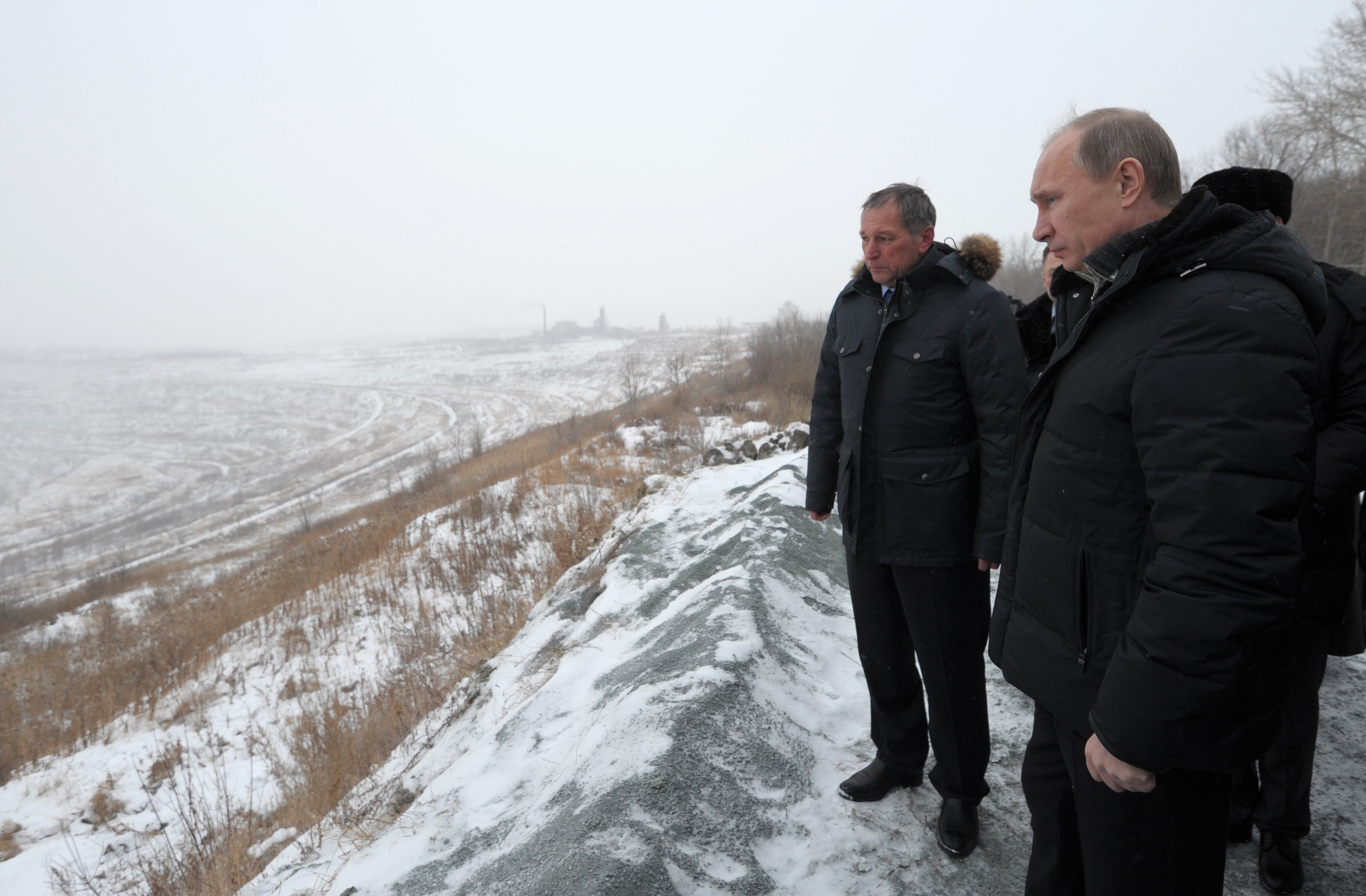
Vladimir Poutine inspectant la mine depuis Korkino en février 2012.

La ville a été fondée en 1931, sous le nom de Roza, en l'honneur de Rosa Luxemburg, militante socialiste et théoricienne marxiste allemande. La ville s'est développée avec l’essor des activités de charbonnage. En 1981, Roza accède au statut de commune urbaine et absorbe le village de Chapaïevo.
L'excavation toujours croissante de la mine à ciel ouvert entraîne des mouvements de terrains qui endommagent de plus en plus de logements, tandis que les poussières rendent les environs malsains. Le manque de fonds n'a pas permis de reloger rapidement les victimes, dont Vladimir Poutine — alors Premier ministre —, a reconnu le bien-fondé de leurs plaintes lors de sa visite.

## Population
Recensements (*) ou estimations de la population
| 1989*  | 2002*  | 2006   | 2010*  | 2013   |
| ------ | ------ | ------ | ------ | ------ |
| 15 588 | 14 597 | 14 444 | 13 114 | 13 698 |

| 2016   | 2019   | 2021  | - | - |
| ------ | ------ | ----- | - | - |
| 12 621 | 12 674 | 8 780 | - | - |